# La Romieu
La Romieu è un comune francese di 565 abitanti situato nel dipartimento del Gers nella regione dell'Occitania.
Dal 1901 la collegiata ed il chiostro sono classificati come monumenti storici di Francia.

## Società

### Evoluzione demografica
Abitanti censiti